# Hamilton (Nova Zelanda)
Hamilton (en maori: Kirikiriroa) és una ciutat neozelandesa localitzada al centre de la regió de Waikato. Té una població de 145.600 a la ciutat i 206.400 a l'àrea urbana de la ciutat. Per la ciutat passa el riu Waikato, el riu més llarg de Nova Zelanda.

## Economia
L'educació i la recerca són importants per a la ciutat, a través de la Universitat de Waikato i l'Institut de Tecnologia de Waikato. L'agricultura a Nova Zelanda ha estat avançada tecnològicament en diverses ocasions gràcies a la recerca feta a Hamilton. La principal font econòmica és la indústria lletera, degut en gran part a la seva localització al centre de l'àrea lletera més gran de Nova Zelanda —la regió de Waikato.
La fabricació i les vendes són també importants per a l'economia local. L'Hospital de Waikato i altres serveis mèdics també són importants per a l'economia. La ciutat és on es localitza el fabricant d'avions més gran de Nova Zelanda, Pacific Aerospace, el qual fins avui ha fabricat més d'un miler d'avions.

## Demografia
| Evolució demogràfica de Hamilton | Evolució demogràfica de Hamilton | Evolució demogràfica de Hamilton |
| Any                              | Població                         | Creixement                       |
| -------------------------------- | -------------------------------- | -------------------------------- |
| 1996                             | 108.429                          |                                  |
| 1999                             | 117.100                          | +8,0%                            |
| 2000                             | 118.200                          | +0,9%                            |
| 2001                             | 114.921                          | -2,9%                            |
| 2002                             | 122.000                          | +6,2%                            |
| 2003                             | 125.000                          | +2,4%                            |
| 2004                             | 129.300                          | +3,4%                            |
| 2005                             | 131.500                          | +1,6%                            |
| 2006                             | 129.249                          | -1,7%                            |
| 2007                             | 136.500                          | +1,6%                            |
| 2008                             | 138.500                          | +1,5%                            |
| 2009                             | 140.700                          | +1,6%                            |
| 2010                             | 143.400                          | +1,9%                            |
| 2011                             | 145.600                          | +1,5%                            |

Segons el cens de 2006 Hamilton tenia 129.249 habitants, un augment de 12.993 habitants (11,2%) des del cens de 2001. Hi havia 46.251 llars habitades, 2.586 llars no habitades i 486 llars en construcció.
De la població de Hamilton, 62.082 (48,0%) eren homes i 67.167 (52,0%) eren dones. La ciutat tenia una edat mediana de 31,3 anys, 4,6 anys menys que la mediana nacional de 35,9 anys. Les persones majors de 64 anys formaven el 10,1% de la població, comparat amb el 12,3% nacionalment; les persones menors de 15 anys formaven el 21,9% de la població, comparat amb el 21,5% nacionalment.
Les ètnies de Hamilton eren (amb figures nacionals en parèntesis): 65,3% europeus (67,6%); 19,9% maoris (14,7%); 10,4% asiàtics (9,2%); 4,2% illencs pacífics (6,9%); 0,4% de l'Orient Pròxim, Llatinoamèrica o Àfrica (0,9%); 10,5% autodenominats 'neozelandesos' (11,1%) i 0,1% altres (0,0%).
Hamilton tenia un atur de 6,8% per persones majors de 14 anys, més que la figura nacional de 5,1%. El sou anual de persones majors de 14 anys era de 24.000$, comparat amb 24.400$ nacionalment. D'aquestes, un 43,9% tenien un sou anual de menys de 20.001$, comparat amb 43,2% nacionalment; mentre que un 17,4% tenien un sou anual d'igual o de més de 50.000$, comparat amb un 18,0% nacionalment.

## Transport
L'Aeroport Internacional de Hamilton serveix com un aeroport domèstic i internacional. L'aeroport ofereix vols directes a Auckland, Wellington i Christchurch i vols regulars a altres destinacions al llarg de l'illa del Nord. Virgin Australia ofereix vols internacionals a l'Aeroport de Brisbane.

## Clima
| Paràmetres climàtics mitjans de Hamilton | Paràmetres climàtics mitjans de Hamilton | Paràmetres climàtics mitjans de Hamilton | Paràmetres climàtics mitjans de Hamilton | Paràmetres climàtics mitjans de Hamilton | Paràmetres climàtics mitjans de Hamilton | Paràmetres climàtics mitjans de Hamilton | Paràmetres climàtics mitjans de Hamilton | Paràmetres climàtics mitjans de Hamilton | Paràmetres climàtics mitjans de Hamilton | Paràmetres climàtics mitjans de Hamilton | Paràmetres climàtics mitjans de Hamilton | Paràmetres climàtics mitjans de Hamilton | Paràmetres climàtics mitjans de Hamilton |
| Mes                                      | Gen.                                     | Feb.                                     | Mar.                                     | Abr.                                     | Mai.                                     | Jun.                                     | Jul.                                     | Ago.                                     | Set.                                     | Oct.                                     | Nov.                                     | Des.                                     | Anual                                    |
| ---------------------------------------- | ---------------------------------------- | ---------------------------------------- | ---------------------------------------- | ---------------------------------------- | ---------------------------------------- | ---------------------------------------- | ---------------------------------------- | ---------------------------------------- | ---------------------------------------- | ---------------------------------------- | ---------------------------------------- | ---------------------------------------- | ---------------------------------------- |
| Temperatura diària màxima °C (°F)        | 24 (75,2)                                | 24 (75,2)                                | 23 (73,4)                                | 20 (68)                                  | 17 (62,6)                                | 17 (62,6)                                | 14 (57,2)                                | 15 (59)                                  | 16 (60,8)                                | 18 (64,4)                                | 20 (68)                                  | 22 (71,6)                                | 18,9 (66)                                |
| Temperatura diària mínima °C (°F)        | 13 (55,4)                                | 13 (55,4)                                | 12 (53,6)                                | 9 (48,2)                                 | 7 (44,6)                                 | 5 (41)                                   | 4 (39,2)                                 | 5 (41)                                   | 7 (44,6)                                 | 8 (46,4)                                 | 10 (50)                                  | 12 (53,6)                                | 8,7 (47,7)                               |
| Precipitació total mm (polzades)         | 85 (3,3)                                 | 71 (2,8)                                 | 87 (3,4)                                 | 95 (3,7)                                 | 102 (4)                                  | 119 (4,7)                                | 126 (5)                                  | 117 (4,6)                                | 102 (4)                                  | 96 (3,8)                                 | 93 (3,7)                                 | 95 (3,7)                                 | 1.184 (46,6)                             |
| Font: World Climate Guide                |                                          |                                          |                                          |                                          |                                          |                                          |                                          |                                          |                                          |                                          |                                          |                                          |                                          |

## Política
Nacionalment, Hamilton es localitza a les circumscripcions electorals generals de Hamilton East i Hamilton West i a la circumscripció electoral maori de Hauraki-Waikato de la Cambra de Representants de Nova Zelanda.
Hamilton East es considera una circumscripció políticament de centre. Des de les eleccions de 2005 ha guanyat sempre el Partit Nacional, i el Partit Laborista no ha guanyat des de les eleccions de 2002. Des de les eleccions de 2005 ha guanyat sempre David Bennett. En les eleccions de 2011 Bennett guanyà amb el 57,11% del vot de la circumscripció. En segon lloc quedà Sehai Orgad del Partit Laborista amb el 31,57% del vot.
Hamilton West es considera també una circumscripció de centre. Des de les eleccions de 2008 ha guanyat sempre el Partit Nacional, i el Partit Laborista no hi ha guanyat des de les eleccions de 2005. Des de les eleccions de 2008 ha guanyat sempre Tim Macindoe. En les eleccions de 2011 Macindoe guanyà amb el 53,26% del vot de la circumscripció. En segon lloc quedà Sue Moroney del Partit Laborista amb el 39,07% del vot.
Hauraki-Waikato, en canvi, es considera una circumscripció d'esquerra. Des de la creació de la circumscripció a partir de les eleccions de 2008 ha guanyat sempre el Partit Laborista i mai cap altre partit. Des de les eleccions de 2011 ha guanyat sempre Nanaia Mahuta. En les eleccions de 2011 Mahuta guanyà amb el 58,38% del vot de la circumscripció. En segon lloc quedà Angeline Greensill del Partit Mana amb el 22,84% del vot.

## Ciutats agermanades
Hamilton està agermanada amb quatre ciutats:
- Chillán (Xile)
- Sacramento (Estats Units)
- Saitama (Japó)
- Wuxi (Xina)